# Ala grande

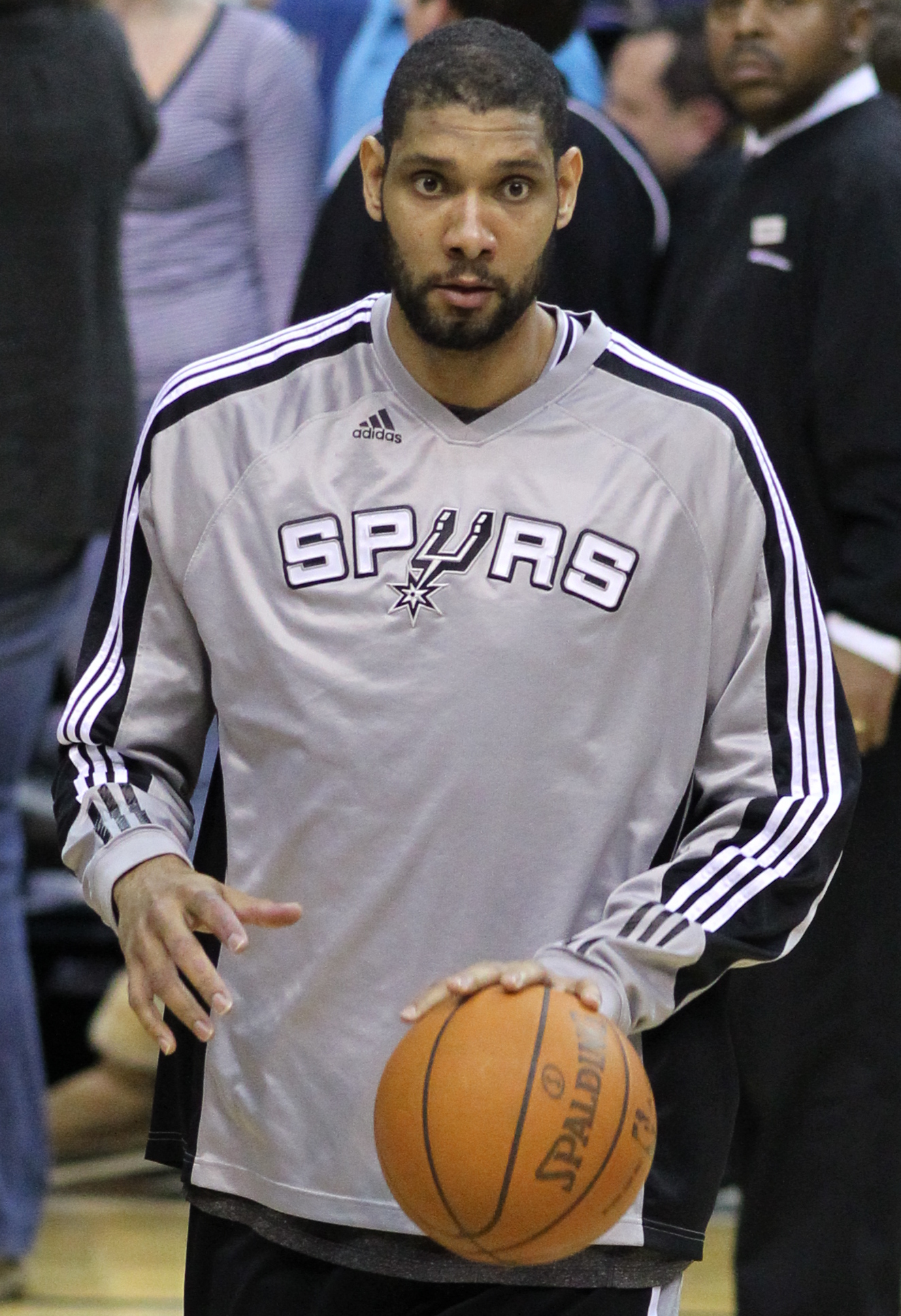
Tim Duncan è stato l’ala grande più forte di tutti i tempi

L'ala grande o ala forte (in inglese power forward) è uno dei cinque ruoli della pallacanestro, il numero 4 secondo la numerazione standard.

## Caratteristiche
È un ruolo molto fisico, simile a quello del centro, ruolo nel quale può capitare anche di dover giocare se mancano giocatori più alti. L'ala forte spesso gioca spalle al canestro in attacco, mentre in difesa si posiziona sul fondo insieme al proprio centro.
Generalmente l'ala forte è uno dei giocatori più alti e massicci della squadra, anche se non quanto il centro. Solitamente, l'altezza intorno alla quale si aggira la maggior parte delle ali grandi è compresa tra 2,06 e 2,11 m (6' 9" - 6' 11").
Negli ultimi anni il ruolo dell'ala forte è però assai cambiato rispetto al basket anni '70/'80 ed in parte '90: se fino a quel periodo il ruolo era ricoperto soprattutto da eccellenti rimbalzisti, al giorno d'oggi molti 4 sono più che altro ali piccole "sovradimensionate", provviste spesso di un tiro da fuori quasi più micidiale di molte guardie.
Inoltre capita spesso che per molti minuti a partita giochino da 4 anche ali piccole naturali, giocatori che 20 anni fa avrebbero quasi esclusivamente giocato da 3.
Tra i giocatori più famosi del passato, esempi di ala forte sono Kevin McHale, Charles Barkley, Karl Malone, Dennis Rodman, Shawn Kemp, Chris Webber, Robert Horry, Kevin Garnett, Rasheed Wallace, Tim Duncan e Dirk Nowitzki.
Tra i giocatori in attività i più rappresentativi sono Blake Griffin, Jayson Tatum, Kevin Love, Zion Williamson, Anthony Davis, Draymond Green, Giannīs Antetokounmpo, Kristaps Porziņģis, Karl-Anthony Towns e Domantas Sabonis.